# Sandrigo Hockey 2022-2023
Questa voce raccoglie le informazioni riguardanti il Sandrigo Hockey nelle competizioni ufficiali della stagione 2022-2023.

## Maglie e sponsor
Lo sponsor ufficiale per la stagione 2022-2023 è Telea Medical.
| 1ª divisa | 2ª divisa |

## Organico

### Giocatori
| N° | Naz.                | Ruolo | Sportivo                   |  |  |  |
| -- | ------------------- | ----- | -------------------------- |  |  |  |
| 6  | Italia (bandiera)   | E     | Marco Poletto              |  |  |  |
| 7  | Italia (bandiera)   | E     | Nicola Rigon               |  |  |  |
| 12 | Italia (bandiera)   | P     | Tommaso Bernardelli        |  |  |  |
|    | Italia (bandiera)   | E     | Andrea Brendolin           |  |  |  |
|    | Spagna (bandiera)   | P     | Adrià Català               |  |  |  |
|    | Italia (bandiera)   | E     | Leonardo Diquigiovanni     |  |  |  |
|    | Italia (bandiera)   | E     | Pietro Lazzarotto          |  |  |  |
|    | Spagna (bandiera)   | E     | Antonio Miguelez Melendrez |  |  |  |
|    | Germania (bandiera) | E     | Max Thiel                  |  |  |  |

### Staff tecnico
- Allenatore:  Franco Vanzo
- Allenatore in seconda:
- Preparatore atletico:
- Meccanico:  Davide Aere e  Manuele Valente

## Mercato
| Acquisti | Acquisti                   | Acquisti   | Acquisti |
| R.       | Nome                       | da         |          |
| -------- | -------------------------- | ---------- | -------- |
| E        | Andrea Brendolin           | Montebello |          |
| E        | Leonardo Diquigiovanni     | Trissino   |          |
| P        | Adrià Català               | Bassano    |          |
| E        | Pietro Lazzarotto          | HRC Monza  |          |
| E        | Antonio Miguelez Melendrez | Montebello |          |
| E        | Max Thiel                  | Correggio  |          |

| Cessioni | Cessioni               | Cessioni         | Cessioni |
| R.       | Nome                   | a                |          |
| -------- | ---------------------- | ---------------- | -------- |
| E        | Cláudio Cacau          | Termine carriera |          |
| P        | Cristian Cocco         | Montecchio P.    |          |
| E        | Jeronimo Garcia Bielsa | Sarzana          |          |
| E        | Gabriele Gavioli       | HRC Monza        |          |
| E        | Alex Menin             | Termine carriera |          |
| E        | Diogo Neves            | Vercelli         |          |
| E        | Alberto Pozzato        | Bassano          |          |